# Sua Kaan
Sua Kaan ist eine österreichische Hip-Hop-Gruppe aus Wien. Die Crew in der jetzigen Formation besteht aus Aqil (Rapper), Mevlut Khan (Rapper), Gjana Khan (Musikproduzent) und Shino (Musikproduzent). Über ihr Label Sua Kaan Music wurde 2010 das erste Studioalbum Aus eigener Kraft veröffentlicht, das es auf Platz 30 der Ö3 Austria Top 40 schaffte. Der Name Sua Kaan kommt aus dem Türkischen von Su für Wasser und Kan für Blut.

## Geschichte
Sua Kaan wurde im Jahre 1996 von Gjana Khan, Aqil und Chi-Feek in Wien-Ottakring gegründet. Zu Beginn war die Gruppe nur eine Hobbycrew. Im Laufe der Jahre veränderten sich die musikalischen Interessen und ab diesem Zeitpunkt bestand Sua Kaan aus dem Produzenten Gjana Khan und dem Rapper Aqil. Das Duo bekam in geraumer Zeit Zuwachs. Mevlut Khan stieß damals durch seinen älteren Bruder Sülo "der Joker" zur Formation. Shino, der zweite Produzent neben Gjana Khan, kam 2007 durch den Kontakt von Aqil über Myspace in die Musikgruppe hinzu und vervollständigte als letztes Mitglied Sua Kaan.
2008 veröffentlichte Sua Kaan mit Unterstützung ihres Labels und ihres Band-Freundes Ata-Kaan erstmals eine EP auf Kurzer Prozess. Anfang 2010 erschien schließlich das Debütalbum Aus eigener Kraft, das auch als erste Sua-Kaan-Veröffentlichung überall im Handel erhältlich war. Mit diesem Album gelang ihnen direkt eine Platzierung in den österreichischen Charts.
Im Frühling 2010 veröffentlichte die Gruppe zum Film Kick Off den gleichnamigen Soundtrack mit zugehörigem Video. KICK OFF ist ein Dokumentarfilm über die Österreichische Obdachlosen-Nationalmannschaft auf ihrem Weg zum Homeless World Cup im Dezember 2008 in Melbourne, Australien.
Im Rahmen der Wiener Festwochen 2010 leitete die Musikgruppe einen Rap Workshop „Street Academy“ und engagierte sich unter anderem für musikinteressierte Jugendliche. Infolgedessen wurde das „Projekt Newcomer“ vom Musikproduzenten Shino ins Leben gerufen, um einem unbekannten Rapper die Chance zur Albumproduktion zu geben.
Sua Kaan wurde 2010 für den österreichischen Musikpreis „Amadeus Austrian Music Award “ in der Kategorie HipHop/RnB nominiert.

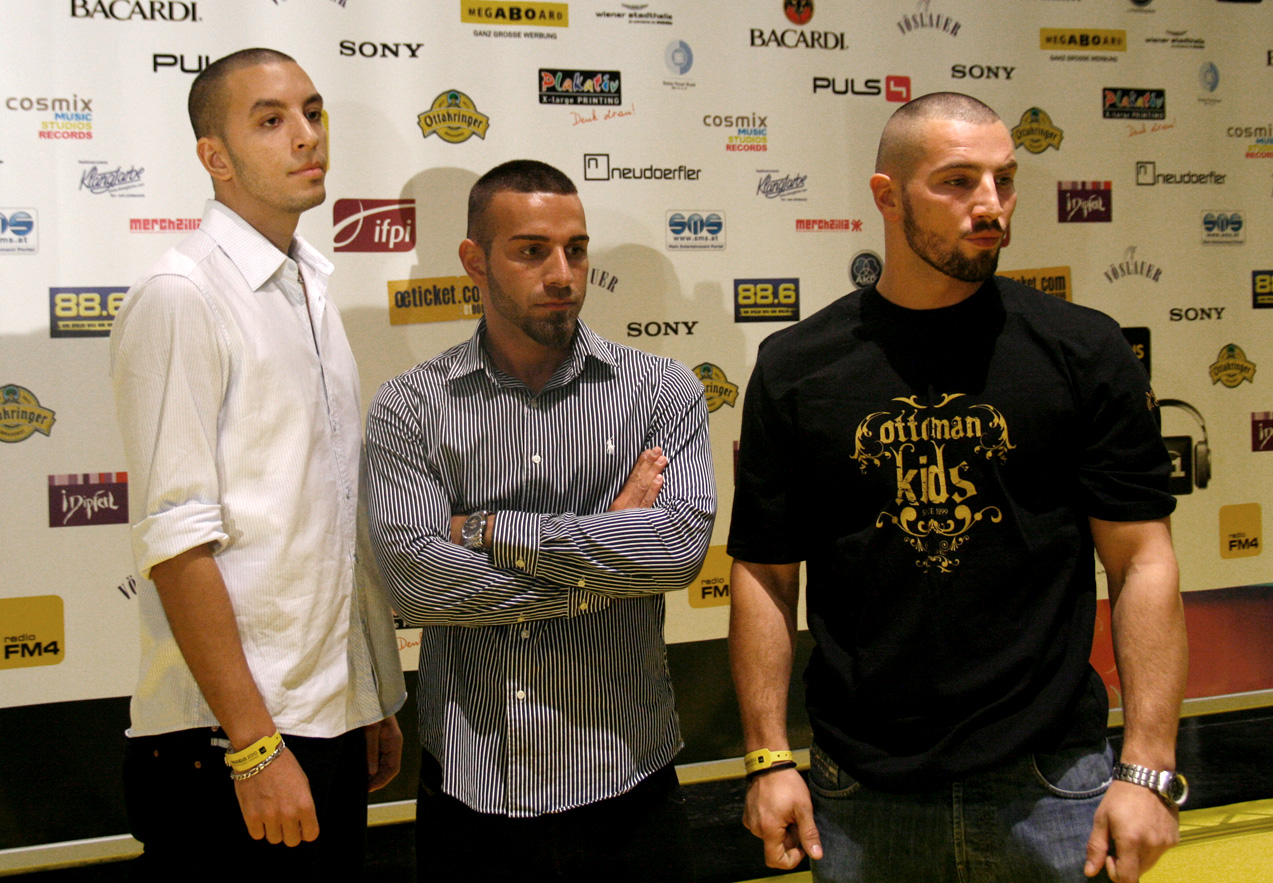
Shino (l.), Mevlut Khan und Aqil (2010)

Die Gruppe ist sozial engagiert – 2010 gab man die Unterstützung für den Verein Ute Bock bekannt, der sich für Flüchtlinge in Österreich einsetzt.
Für ihr Debütalbum „Aus eigener Kraft“ erhielt Sua Kaan den Austrian Newcomer Award 2011, mittlerweile eine der bedeutendsten Newcomer-Auszeichnungen Europas.
Sua Kaan produzierte unter der Regie von Umut Dağ bereits zahlreiche Musikvideos.

## Vorwürfe
Im Jahr 2007 wurden der Track und das Video zu Balkanaken aufgenommen und veröffentlicht. Innerhalb weniger Wochen war das Video das meistgesehene Rapvideo in Österreich. Viele Politiker sahen dieses Lied als Aufruf zum "Straßenkampf". Zeitungen berichteten von einer Bedrohung der Bevölkerung durch Immigranten in Österreich. Doch die Künstler betonen in ihrem Statement auf der Videoplattform Youtube, dass dieses Video keinerlei selektive Drohgebärden gegen Einheimische beinhalte. Der Ottakringer FPÖ-Politiker Christian Hein warnte in einer Pressemitteilung vor "einem aggressiven Video ausländischer Jugendlicher", welches "schonungslos den Zustand im Bezirk zeigt" und die Verachtung der Künstler gegenüber den Österreichern zeige.

## Diskografie
EPs
- 2008: Kurzer Prozess (Free EP)

Alben
- 2010: Aus eigener Kraft (Sua Kaan Music / Major Babies)

Singles
- 2010: Wer (Download-Single)

Musikvideos
- 2006: Mevlut Khan & Platinum Tongue – Balkanaken
- 2007: Aqil & Mevlut Khan – OTK Chartet
- 2008: Mevlut Khan – Selam
- 2009: Aqil – Stimme der Stadt
- 2009: Sua Kaan – Eisberg vs. Titan
- 2010: Sua Kaan – Wer
- 2010: Sua Kaan – Radioaktiv
- 2010: Sua Kaan feat. iBos – Kick Off
- 2010: Sua Kaan feat. Samira – Alles ändert sich
- 2011: Aqil – R